# Neu Ulm Challenger 1986
Il Neu Ulm Challenger 1986 è stato un torneo di tennis facente parte della categoria ATP Challenger Series nell'ambito dell'ATP Challenger Series 1986. Il torneo si è giocato a Nuova Ulma in Germania dal 21 al 27 luglio 1986 su campi in terra rossa.

## Vincitori

### Singolare
Simone Colombo ha battuto in finale  Gilad Bloom con il punteggio di 6–7, 6–4, 6–1

### Doppio
Mansour Bahrami /  Jaroslav Navrátil hanno battuto in finale  Menno Oosting /  Huub van Boeckel con il punteggio di 7–5, 6–1